# Olli Simula
Olli Simula, född 1948, är en finländsk ingenjör och professor emeritus. Han har sedan 1979 varit forskare inom finsk digital signalbehandling (DSP). Både hans ingenjörsexamen (1974) och hans doktorsavhandling (1979) var de första inom digital signalbehandling vid Helsingfors tekniska högskola.

## Utbildning
Simula studerade vid Helsingfors tekniska högskola, där han avlade ingenjörsexamen i elektroteknik 1974, och doktorsavhandling i elektroteknik 1979.